# Sibilla Aleramo
Sibilla Aleramo (ur. 14 sierpnia 1876 w Alessandrii jako Rina Faccio, zm. 13 stycznia 1960 w Rzymie) – włoska pisarka i feministka. Znana jako twórczyni własnej autobiografii, opisującej życie kobiety w dziewiętnastowiecznych Włoszech.
W wieku lat szesnastu została odsunięta ze szkoły i zmuszona do poślubienia mężczyzny, który ją zgwałcił.
Jej pierwsza książka opisywała decyzję o odejściu od męża i syna oraz przeprowadzce do Rzymu (co miało miejsce w 1902). Aleramo stała się wówczas aktywna w kręgach politycznych i artystycznych. W 1908 związała się z inną pisarką, którą spotkała na kongresie kobiet – feministką, Liną Poletti. Związek ten zakończył się po roku, stając się inspiracją do rozdziału La favola(Baśń) w Il passagio.
Sibilla Aleramo była jedną z najbardziej znaczących włoskich feministek. Jej listy do Poletti stały się obiektem studiów, które wykazały jej otwarty stosunek wobec relacji homoseksualnych i miłosnych jako takich. Jednocześnie z Poletti Aleramo spotykała się także z Giovannim Ceną. W listach do Poletti Aleramo wyznała, że nigdy nie czuła się winna za kochanie ich obojga w tym samym czasie.
W latach 1909–1911 w warszawskim tygodniku Prawda ukazała się w odcinkach jej powieść Kobieta w tłumaczeniu Stanisławy Gallone.
W następnych latach podróżowała po kontynencie europejskim jako aktywna komunistka. W 1948 brała udział w Kongresie Pokoju we Wrocławiu. Film Un Viaggio Chiamato Amore (2002) opisuje jej związek z poetą Dino Campaną.

## Wybrane dzieła
- Una donna (1906)
- Il passaggio (1919)
- Andando e stando (1921)
- Momenti (Moments, 1921)
- Trasfigurazione (1922)
- Endimione (1923, sztuka)
- Poesie (1929)
- Gioie d'occasione (1930)
- Il frustino (1932)
- Sì alla terra (1934)
- Orsa minore (1938)
- Diario e lettere: dal mio diario (1945)
- Selva d'amore (1947)
- Aiutatemi a dire (1951)
- Gioie d'occasione e altre ancora (1954)
- Luci della mia sera (1956)
- Lettere (1958)

## Nagrody
- Nagroda Viareggio w 1948[6]